# Petits Arrangements avec l'histoire
 (janvier 2022).
Si vous disposez d'ouvrages ou d'articles de référence ou si vous connaissez des sites web de qualité traitant du thème abordé ici, merci de compléter l'article en donnant les références utiles à sa vérifiabilité et en les liant à la section « Notes et références ».
Petits Arrangements avec l'histoire (titre original : Lies, Damned Lies, and History) est le septième tome de la série littéraire Les Chroniques de St Mary, écrite par Jodi Taylor, paru en 2016.
Maxwell a causé de nombreux problèmes en volant l'épée d'Arthur à Thrisk et doit faire face aux conséquences désastreuses de cette acte.

## Résumé
L'histoire commence par Maxwell découvrant que Markham a perdu la moitié de son oreille car Bashford manqua sa cible dans leur tentative de prouver si Guillaume Tell avait pu transpercer la pomme sur la tête de son fils. Elle se rend ensuite dans le bureau du Dr Bairstow. Il lui annonça que Thirsk, leur principal financeur souhaitait les images du couronnement de Georges IV et la bataille de Teutobourg gagnée par Arminius. Max souhaiterait pouvoir participer à la seconde mission mais elle est trop risquée pour une femme enceinte.
Elle part alors avec Markham pour ce couronnement à l'abbaye de Westminster. Ils voulaient assister à la tentative de la reine Caroline de rentrer dans l'abbaye, bien que le roi ne voulait pas de sa présence. Les gardes ne la laissaient pas entrer alors elle commença à courir pour atteindre les autres portes. La foule fut choquée par l'attitude de leur reine. Après ses tentatives désespérées, elle remonta finalement dans sa voiture. Ensuite Max et Markham sont entrés dans l'abbaye pour assister au couronnement du roi mais à peine le roi était arrivé que quelqu'un fit tomber l'enregistreur de Maxwell par terre. Comme ils ne doivent laisser aucun objet moderne dans le passé, ils commencèrent à chercher au sol mais une personne l'a pris avant eux. Markham réussit à l'attraper et le récupérer en se prenant un coup de couteau. Ils sont finalement rentrés à St Mary.
À l'infirmerie, les autres historiens lui racontèrent leur mission à Teutobourg. Ils étaient cachés dans des arbres et il faisait tellement sombre qu'ils ne purent rien voir.
Le Dr Bairstow lui annonça que la prochaine mission allait avoir lieu autour de Caer Guorthigirn (en), une colline fortifiée britannique à cause des incursions saxonnes. Ils pourraient ainsi mettre fin au débat du Professeur Rapson et du Dr Dowson sur les murs d'enceinte. Une fois arrivés, ils remarquèrent que tout le monde se préparait à se réfugier dans le fort. Ils se sont alors également mis en route pour la colline et y ont établi un camp. Tous les hommes furent rassemblés pour un éventuel affrontement et Maxwell se retrouva seule. Toutefois ils ne devaient tuer personne afin d'éviter de changer l'histoire. C'est à ce moment qu'arriva une petite armée de cavaliers menée par Arthur. Ils se sont installés au pied de la colline afin d'être directement face aux Saxons. Ces derniers sont arrivés le lendemain et le combat à commencer. Cependant, bien que les cavaliers d'Arthur se battaient, certains Saxons avaient réussi à atteindre le fort et ont enfermé les villageois (y compris Maxwell) dans une grange. Les Saxons essayent de rentrer dans la grange mais ils ont compris qu'elle était barricadée. Ils ont alors mis feu puisque les villageois étaient bloqués à l'intérieur. Heureusement ils ont réussi à sortir avant que quelqu'un se blesse et Max retrouve ses amis. Peterson lui explique que pour éviter à tuer les contemporain, ils se sont battus entre eux en simulant leurs coups. Une fête est alors organisée le soir même. Arthur se rend le lendemain à la caverne d'Arthur (en) pour rencontrer un druide et lui donner son épée en signe de protection. Max et son équipe rentre finalement.
Une fois au courant, Thirsk mena une recherche archéologique dans cette caverne et retrouva l'épée. Le problème est qu'en enlevant cette épée, une série de drames se produisit dans la région de la colline. Max et ses compagnons vont alors préparer un plan pour voler l'épée et rendre à l'endroit la protection d'Arthur. Leur plan se passe à merveille et lorsqu'ils atteignent la grotte, le druide était là. Maxwell lui donna l'épée et ils rentrèrent à St Mary. Guthrie les emmena au Dr Bairstow. Le directeur leur demanda des explications pour ce grave crime. Roberts et Sands ont déposé leur demission. Markham a perdu ses chances d'être le successeur de Guthrie à la direction de la Sécurité. Peterson a perdu son titre de chef de formation et ses chances de succéder au Dr Bairstow. Maxwell n'a plus ses titres académiques mais doit rester à St Mary pour affronter les conséquences de ses décisions. La directrice de Thirsk a été viré car elle soutenait St Mary et des employés de l'université Halcombe et Dottle surveillent que le quota de missions demandé soit atteint. Roberts était rentré à la ferme de ses parents et tout est à nouveau normal. Sands vit désormais chez Rosie Lee. Markham doit s'occuper des tâches ennuyantes de la Sécurité. Maxwell se réfugia avec le Dr Dowson dans les archives pour y travailler seule comme le lui avait demandé le directeur. Elle doit chercher à trouver de nouvelles sources de financements pour l'institut.
Un jour, Max apprend que Bashford, Sykes et Lingoss ont été arrêtés par la police. Avec le Professeur Rapson, elle partit les libérer et apprit qu'ils avaient essayé de vérifier une légende urbaine au sujet de grand-mère morte sur le toit d'une voiture. Le Dr Dowson apprend à Maxwell que Dr Bairstow, Guthrie et Farell sont à Thirsk et que l'ingrat Halcombe est aux commandes de St Mary. Il est parti avec les historiens en mission pour vérifier si Édouard Ier a montré son fils à la fenêtre d'une tour du château de Caernafon comme le futur prince de Galles. La capsule rentre en urgence mais semble en bon état. Clerk explique que Halcombe a été touché par une mendiante qu'il a pris pour une lépreuse et a demandé une extraction d'urgence en laissant Sykes, Bashford et Dottle sur place. Face à cette réaction contraire aux principes de l'institut, Maxwell s'énerva contre le fautif. Comme ni Bairstow ni Farell n'était présent, il fut unanimement convenu que Peterson devait s'occuper de la situation. Maxwell, Markham, Lingoss et Evans sont alors parti en mission de sauvetage. Pendant ce temps, Sykes, Bashford et Dottle s'étaient trouvés une auberge dans laquelle ils mangaient. Après avoir semé la zizanie en essayant de libérer le passage devant l'auberge, ils sont rentrés à la capsule sans avoir pu terminer la mission.
Après s'être disputée avec son mari Farell, Max découvrit une pile de données pour une mission. Elle proposa à Peterson et Markham de l'aider à la réaliser afin de redorer leur blason. Elle voulait réussir à attraper des joyaux perdus du roi Jean pour les cacher dans les jardins de St Mary et permettre à l'ancienne directrice de Thirsk d'être également réhabiliter. Mais alors qu'ils allaient partir avec la capsule de Farell, Dottle les aperçut et les força à la laisser se joindre à la mission car cette capsule devait rester secrète. Ils lui demandèrent de rester à la capsule et vérifier que tout se passe bien. Max, Peterson et Markham se sont cachés dans les marais salants du Wash et aperçoit un convoi de deux kilomètres de long. Les wagons peinaient à avancer et une tempête se leva soudainement. Ils se réfugièrent à la capsule tandis que tout fut emporté dans les bourrasques, perdus à jamais. Face à cet échec, Peterson propose de revenir quelque temps en arrière, au moment où le convoi était encore à Bishop's Lynn. Il faisait nuit et ils voulaient dérober quelques trésors pour les sauver. Alors qu'ils avançaient, ils entendirent d'autres personnes bien qu'un couvre-feu fut imposé. Ils comprirent que le roi Jean se préparait à commettre un énorme vol. Il allait mettre de côté les pièces du trésor ayant le plus de valeur pour les revendre plus tard. Malheureusement il est mort en emportant le secret dans sa tombe. Markham et Peterson ont pris une caisse et un paquet. Ils avaient en réalité réussi à sauver la couronne du Saint Empire héritée de l'impératrice Mathilde ainsi que l'épée de Tristan. Ils les ont alors enterrés dans la forêt autour de St Mary.
Maxwell explique au Dr Bairstow leur mission secrète en rentrant. Il est alors convenu que l'ancienne directrice de Thirsk Dr Chalfont. Elle annonce qu'elle laisse les rênes du département Histoire à Clerk et qu'elle souhaiterait participer à son dernier saut. Elle a choisi Stonehenge et elle y va avec Markham et Peterson. Ils ont observé la première journée la forme en fer à cheval du cromlech. Le lendemain ils furent pris dans une tempête de neige. Ils furent ensevelis sous la neige mais un Leon Farell du futur les a aidés. Il a dit à Maxwell en la voyant : "Content de te revoir, Max. Tu m'as manqué". Cette phrase a fait longtemps réfléchir Max. Ils ont décidé de rentrer à St Mary. Maxwell n'a pas dit à Leon qu'il lui avait dit cette phrase énigmatique.
Alors que tout le monde avait offert un cadeau à Max pour son enfant et qu'ils faisaient la fête, elle se retrouva nez à nez avec Ronan, l'ennemi de St Mary. Il la força à monter dans sa capsule. Il l'emmena dans un endroit hostile pour qu'elle y survive avec son fils. Comme il sera né à une autre époque, son enfant ne pourra pas être ramené dans le présent. Heureusement, peu après que Ronan soit parti, la Police du Temps arriva et permit à Max d'accoucher entre deux époques, pouvant garder son fils dans le présent. Le nom choisi fut Matthew Edward Farell, en référence au Dr Edward Bairstow et au capitaine de la Police du Temps Matthew Ellis.
Tandis que Leon et Maxwell étaient à l'infirmerie, Peterson arriva et entra dans le bureau de Foster. Ils se dirent alors qu'il allait demander Helen en mariage. Markham se joignit à eux et comme ils n'entendaient personne crier, ils pensèrent que tout allait bien pour Peterson. Maxwell dit alors à Markham qu'il resterait plus que lui et Hunter mais il affirma que cela faisait longtemps qu'ils étaient mariés. Il s'en alla laissant Leon et Max perplexes.